# Phyllis Chesler
Phyllis Chesler (* 1. Oktober 1940 in New York) ist eine US-amerikanische Schriftstellerin, Psychotherapeutin, Feministin und emeritierte Professorin für Psychologie und Frauenforschung an der City University of New York.

## Leben
Phyllis Chesler, Tochter jüdischer Einwanderer aus Osteuropa, wuchs mit zwei jüngeren Brüdern in einer orthodoxen Familie in Brooklyn, New York, auf. Sie war zweimal verheiratet und hat einen Sohn, Ariel David Chesler. Seit den Sechzigerjahren ist sie aktiv für feministische Ziele tätig und eine der führenden feministischen Psychologinnen. Phyllis Chesler beschreibt sich selbst als 'radikale Feministin' und 'Befreiungspsychologin'. Sie tritt ebenso immer wieder gegen Antisemitismus ein. Einige Jahre lebte sie auch in Afghanistan und Israel. Gegenwärtig lebt sie in Manhattan, New York City.

## Werk
Chesler unterrichtete während des Schuljahres 1969/70 eines der ersten Seminare für Frauenstudien am Richmond College in New York. Im selben Jahr gründete sie die Association for Women in Psychology und erkämpfte viele Rechte für Studentinnen, die bis dahin nicht gegeben waren. Aufgrund ihres Engagements konnten Selbstverteidigungskurse, Zentren für Vergewaltigungsopfer und missbrauchte Kinder eröffnet werden.
Sie leitete und organisierte politische, religiöse und menschenrechtliche Kampagnen in den USA, Kanada, Europa, dem mittleren und dem fernen Osten. Phyllis Chesler ist außerdem die Mitbegründerin des National Women's Health Network und Herausgeberin des "On the Issue" Magazines.
1975 hat sie für das erste feministische Seder alternative Rituale für jüdische Feiertage und Lebenszyklus-Ereignisse entwickelt. Als Gründungsmitglied des Internationalen Komitees Women of the Wall setzt sie sich für gleiche Rechte von Frauen auf Zugang zur Klagemauer ein.
Phyllis Chesler veröffentlichte insgesamt 14 Bücher, zahlreiche Artikel und Kolumnen. Ihr berühmtestes Buch Women and Madness (1972) erschien 1974 unter dem Titel Frauen – das verrückte Geschlecht? auf Deutsch. Es gilt als ein Grundlagenwerk feministischer Psychologie.

## Veröffentlichungen (Auswahl)
- Women and Madness. (1972)
  - Frauen – das verrückte Geschlecht? Deutsch von Brigitte Stein. (1974)
- With Child: A Diary of Motherhood. (1979)
  - Mutter werden : die Geschichte einer Verwandlung. Deutsch von Helga Pfetsch. (1985)
- Women of the Wall: Claiming Sacred Ground at Judaism's Holy Site. (2002)
- The New Anti-Semitism. The Current Crisis and What We Must Do About It. (2003)
  - Der neue Antisemitismus: die globale Krise seit dem 11. September. (2004)
- An American Bride in Kabul: A Memoir (2013)
- Autobiographie: A Politically Incorrect Feminist (2018)